# 天主教聖維森特德爾卡古安教區
天主教聖維森特德爾卡古安教區（拉丁語：Diocesis Sancti Vincentii）是哥倫比亞一個羅馬天主教教區，屬伊瓦格總教區。
1985年12月8日成立，2013年2月21日萊吉薩莫港-索拉諾宗座代牧區從中析出並易名至今。2019年5月30日升格為教區。
教座位於聖維森特德爾卡古安。教區於2018年有教友9萬3000人（佔轄區總人口81.9%）、14個堂區和20名司鐸。現任教區主教為方濟各·沙勿略·穆內拉·科雷亞。